# زیردریایی یو-۳۸۴
زیردریایی یو-۳۸۴ (به انگلیسی: German submarine U-384) یک زیردریایی بود که طول آن ۶۷٫۱ متر (۲۲۰ فوت ۲ اینچ) بود. این زیردریایی در سال ۱۹۴۲ ساخته شد.